# دبلیو. دبلیو. و دیکسی دنکینگز
دبلیو. دبلیو. و دیکسی دنکینگز (به انگلیسی: WW and Dixie Dancekings) یک فیلم سینمایی آمریکایی در ژانر کمدی محصول سال ۱۹۷۵ میلادی به کارگردانی جان جی آویلدسن با بازی برت رینولدز و به نویسندگی توماس ریکمن ساخته شده است .
در این فیلم اولین بازیگری جری رید را در کارنامه خود دارد. 

## بازیگران
| بازیگر      | نقش                  |
| ----------- | -------------------- |
| برت رینولدز | دبلیو. دبلیو         |
| کنی ون دایک | دیکسی دنکینگز        |
| جری رید     | وین                  |
| ند بیتی     | کشور بول جنکینز      |
| جیمز همپتون | جونیور               |
| دون ویلیامز | لروی                 |
| ریک هورست   | پروانه               |
| مل تلیس     | برو                  |
| خزدار لوئیس | عمو خزدار            |
| هنر کارنی   | دیو جان جان وسلی گور |

جان جی. آویلدسن در مصاحبه ای گفت سیلوستر استالونه برای نقش آفرینی در این فیلم استماع کرد. اما این دو با هم در فیلم بعدی کارگردان ، راکی کار کردند . 

## باکس آفیس
این فیلم ۸ میلیون دلار فروش در آمریکای شمالی را به دست آورد.   این یکی از بزرگترین فیلمهای سال استودیو بود. 